# Europejskie Igrzyska Halowe w Lekkoatletyce 1966 – bieg na 400 m mężczyzn
Bieg na 400 metrów mężczyzn – jedna z konkurencji biegowych rozgrywanych podczas lekkoatletycznych europejskich igrzysk halowych w hali Westfalenhalle w Dortmundzie. Wszystkie biegi (jak zresztą całe igrzyska) zostały rozegrane 27 marca 1966. Zwyciężył reprezentant Niemieckiej Republiki Demokratycznej Hartmut Koch.

## Rezultaty

### Eliminacje
Rozegrano 2 biegi eliminacyjne, do których przystąpiło 8 biegaczy. Awans do finału dawało zwycięstwo w swoim biegu (Q). Skład finału uzupełniło dwóch zawodników z najlepszymi czasami wśród przegranych (q).
Opracowano na podstawie materiału źródłowego.
Bieg 1
| Miejsce | Zawodnik               | Czas | Uwagi |
| ------- | ---------------------- | ---- | ----- |
| 1       | Manfred Kinder         | 49,9 | Q     |
| 2       | Miroslav Veruk         | 50,2 |       |
| 3       | Willy Vandenwyngaerden | 50,4 |       |

Bieg 2
| Miejsce | Zawodnik            | Czas | Uwagi |
| ------- | ------------------- | ---- | ----- |
| 1       | Hartmut Koch        | 48,5 | Q     |
| 2       | Nicholas Overhead   | 49,0 | q     |
| 3       | Wasyl Anisimow      | 49,2 | q     |
| 4       | Josef Trousil       | 49,4 |       |
| 5       | Jean-Louis Descloux | 49,5 |       |

### Finał
Opracowano na podstawie materiału źródłowego.
| Miejsce | Zawodnik          | Czas |
| ------- | ----------------- | ---- |
| 1       | Hartmut Koch      | 47,9 |
| 2       | Manfred Kinder    | 48,3 |
| 3       | Wasyl Anisimow    | 49,0 |
| 4       | Nicholas Overhead | 49,0 |